# Mudcats de la Caroline
Pour l'ancien club de baseball du même nom, voir Mudcats de la Caroline (1991-2011).
Les Mudcats de la Caroline (anglais : Carolina Mudacts) sont un club de baseball professionnel de Zebulon, en Caroline du Nord aux États-Unis. Ils font partie de la Carolina League, une ligue mineure de niveau A-Advanced.
Établis depuis 1991, les Mudacts sont depuis 2017 un club-école des Brewers de Milwaukee de la Ligue majeure de baseball. Ils jouent leurs matchs locaux au Five County Stadium, un stade de 6 500 places.
Cette franchise actuelle des Mudcats a été fondée en 1978 à Kinston en Caroline du Nord et a porté, entre autres, le nom d'Indians de Kinston. Elle a été déménagée à Zebulon après la saison 2011 et a repris le nom d'une franchise différente des Mudcats de la Caroline, établie au même endroit de 1991 à 2011 mais faisant partie de la Southern League. 
Les actuels Mudcats de la Caroline ont été club-école des Indians de Cleveland de 2012 à 2014, puis des Braves d'Atlanta en 2015 et 2016 avant de s'affilier aux Brewers de Milwaukee.